# Ferrite (acier)
Pour les articles homonymes, voir Ferrite.

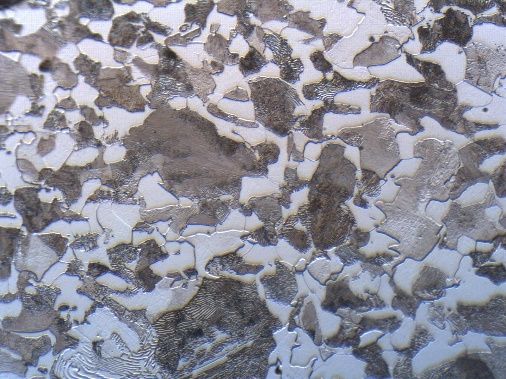
Ferrite et cémentite sous le microscope.

Diagramme de phase fer-carbone

La ferrite est une solution solide de carbone dans l'allotrope α du fer. Le terme ferrite désigne en effet l'acier à très faible teneur en carbone. Toutefois, comme son champ d'existence dans le diagramme de phase fer-carbone s'élargit très peu vers le carbone, le terme ferrite est souvent utilisé même pour indiquer le fer α lui-même. Celui-ci correspond à la phase stable du fer pur lorsque la température est inférieure à 914 °C. Elle se présente sous la forme d'une structure cubique centrée, qui existe également pour le fer pur entre 1 391 °C et 1 536 °C (on parle alors de fer δ). Entre 914 °C et 1 391 °C, on est dans le domaine de stabilité du fer γ (voir austénite).
Le fer α dissout assez mal le carbone : pour un acier fer-carbone, le champ d'existence de la ferrite s'étend jusqu'à 0,035 % de carbone en masse, à 723 °C. Cependant, certains éléments d'alliage ajoutés à l'acier, comme le chrome, le molybdène ou le silicium peuvent faciliter la formation de ferrite. On parle alors d'agents « alphagènes » par opposition aux « gammagènes » qui favorisent la formation d'austénite.
Le fer α est ferromagnétique à basse température (son point de Curie est de 770 °C). Ce ferromagnétisme est expliqué par l'arrangement cristallin du réseau CC (cubique centré) : les atomes couplent leurs spins, créant du ferromagnétisme.